# Dimitrij Mihailovič Juzefovič
Dimitrij Mihailovič Juzefovič (rusko Дми́трий Миха́йлович Юзефо́вич), ruski general, * 1777, † 1821.
Bil je eden izmed pomembnejših generalov, ki so se borili med Napoleonovo invazijo na Rusijo; posledično je bil njegov portret dodan v Vojaško galerijo Zimskega dvorca.

## Življenje
Z 11 leti je vstopil v Preobraženski polk. 1. januarja 1795 je kot stotnik pričel z aktivno vojaško službo; čez dve leti je bil premeščen v Ekaterinoslavski kirasirski polk. Med 10. julijem 1803 in januarjem 1804 je bil (začasni) poveljnik Harkovskega dragonskega polka, nato pa je postal poveljnik skvadrona. Bojni krst je doživel med bitki pri Austerlitzu. 23. junija 1806 je postal poveljnik Harkovskega dragonskega polka. V kampanji 1806-07 se je odlikoval v bojih proti Francozom. 
12. decembra 1807 je bil povišan v polkovnika in 11. avgusta 1810 je postal šef Harkovskega dragonskega polka. Z njim se je udeležil velike patriotske vojne. 26. decembra 1812 je bil povišan v generalmajorja. Po kapitulaciji francoske vojske je postal poveljnik Nancyja. Po vojni je postal poveljnik 1. brigade 3. dragonske divizije. 27. novembra 1816 je postal poveljnik 1. dragonske divizije, 1. januarja 1819 poveljnik 1. konjeniške lovske divizije, nato 2. ulanske divizije.